# 만삭 (영화)
"만삭"(滿朔)은 한국에서 제작된 김인수 감독의 1984년 영화이다. 하재영 등이 주연으로 출연하였고 최춘지 등이 제작에 참여하였다.

## 출연

### 주연
- 하재영
- 박지은
- 마흥식
- 태현실

## 기타
- 조명: 손병진
- 녹음: 김성찬

## 같이 보기
- 임신